# Julostylis angustifolia
Julostylis angustifolia är en malvaväxtart som först beskrevs av George Arnott Walker Arnott, och fick sitt nu gällande namn av Thw.. Julostylis angustifolia ingår i släktet Julostylis och familjen malvaväxter. Inga underarter finns listade i Catalogue of Life.